# Euxoa pallidior
Euxoa pallidior är en fjärilsart som beskrevs av Wagner 1913. Euxoa pallidior ingår i släktet Euxoa och familjen nattflyn. Inga underarter finns listade i Catalogue of Life.